# LGBT práva v Saúdské Arábii

Duhová mapa Saúdské Arábie

LGBT práva nejsou vládou Saúdské Arábie uznávána, neboť veškeré sociální normy a z nich také vycházející zákony jsou výrazně ovlivněny arabskými kmenovými zvyky a fundamentální formou sunnitského islámu všeobecně známou pod termínem wahhábismus, který je také státní ideologií této země. Na homosexualitu a crossdressing se všeobecně pohlíží jako na amorální, vnitřně nezřízené aktivity, jejichž praktikování se trestá vězením, pokutou, výpraskem, bičováním i smrtí.

## Právní řád

### Trestní zákony
Saúdská Arábie je známá tím, že nemá tradičně žádné psané zákony, což je právě nedílnou součástí jejího systému práva, jehož aplikace je závislá na královských dekretech a právních stanoviscích muslimských soudců a duchovních. Co se týče části psaného práva, tak ta se z velké části zaměřuje pouze na odvětví ekonomiky a zahraničních vztahů. Právě proto zdejší reformátoři často usilují o kodifikaci práva tak, aby se země mohla více otevřít světu už jenom tím, že kodifikuje, zveřejní a přeloží saúdské občanské a trestní zákony.
V r. 1928 zveřejnil saúdský muslimský soudní dvůr dva hlavní prameny Hanbalite jurist Marʿī ibn Yūsuf al-Karmī al-Maqdisī (d.1033/1624), kde je Liwat (sodomie) definován takto:
" Na sodomii jest nutné pohlížet obdobně jako na cizoložství, neboť se jedná o stejně závažný zločin, jež musí být náležitě potrestán. Pokud muhsan[v překladu znamená "cizoložník", ale technicky vzato někdo kdo už měl legální pohlavní styk a už může, ale nemusí být v manželství] a svobodný jedinec [ne otrok] se dopustí sodomie, jeden musí být ukamenován, zatímco starý mládenec musí strávit rok ve vězení a dostat 100 ran bičem."
Spáchání zločinu sodomie se dokazuje buď tak, že se pachatel k němu sám přizná, nebo z výpovědi čtyř muslimských mužů, kteří byli očitými svědky aktu. Pokud je svědků méně než čtyři, případně jeden z nich není bezúhonný, pak je všem udělen trest 80 ran bičem za pomluvu.
V 80. letech vydal saúdský král Khaled nespočet královských dekretů vyjadřujících vysokou podporu sociálnímu konzervatismu v reakci na Obsazení Velké mešity ze strany náboženských fundamentalistů r. 1979.
"Právní aspekty předběžného zadržování a vazebního věznictví" tvoří jakousi obdobu kodifikovaného trestního zákoníku, v němž je homosexualita zařazená mezi ty trestné činy, za jejichž spáchání jsou místní orgány povinné podezřelou osobu zadržet. Pokud jde o vymahatelnost zákonů, tak druhý královský dekret formálně ustanovil Komisi pro podporu cti a prevenci nemravnosti (Comittion for the Promotion of Virtue and the Prevention of Vice – CPVPV), jež disponuje pravomocí potrestat a zadržet kohokoli, kdo by jednal v rozporu s tradiční naukou wahhábismu, do čehož právě homosexualita a crossdressing spadají.
Eliminace homosexuality zůstává i nadále jedním z hlavním cílů CPVPV spolu s kampaní proti konzumaci alkoholických nápojů a praktikování čarodějnictví.

## Trestní procesy
Veškerá trestní opatření vůči homosexuálům a crossdresserům od 80. let po r. 2002 byly předmětem činnosti policie a členů CPVPV.
K nepatrné změně došlo v r. 2002, kdy vláda pravomoci CPVPV omezila, poté co její členové překáželi záchranné službě během požáru v dívčí škole.
Členové komise již nemohou trestat nebo zadržovat osoby na vlastní pěst, nicméně smějí zatýkat a jinak spolupracovat s policií ve shromažďování relevantních důkazů, čímž se i nadále podílí na vymahatelnosti zdejšího práva.

### Kauzy
V r. 2000 oznámila saúdská vláda uvěznění a následné bičování devíti místních mužů za crossdressing a homosexualitu. Ten samý rok došlo ještě také k potrestání tří jemenských pracovníků za homosexualitu a pohlavní zneužívání dětí.
V r. 2001 byl saúdský učitel a divadelník Muhammad Al-Suhaimi obviněn z podpory homosexuality a představen před soud, který mu udělil trest odnětí svobody. V r. 2006 dostal milost, která mu také znovu otevřela možnost vrátit se ke své profesi.
V květnu 2005 udělila vláda 92 mužům za homosexualitu trest odnětí svobody v délce trvání několika měsíců s následným bičováním. Ten samý rok 7. listopadu podnikla rijádská policie razii na soutěž krásy gayů v al-Quatifu. Informace o zadržených pěti organizátorech jsou nepřístupné.
V říjnu 2007 obvinili britští lidskoprávní aktivisté saúdskou vládu z toho, že zaslala písemnou výzvu britským mešitám k zabíjení gayů a zotročování žen.
Osoby pobývající v království ilegálně jsou často neoprávněně obviňováni z různých trestných činů, vč. držení drog a homosexuality. Několik takových policejních zásahů bylo zaznamenáno v letech 2004–2005.
K takovému zásahu došlo ještě také v r. 2008, konkrétně vůči filipínským pracovníkům z důvodu konzumace alkoholu a homosexuální prostituce. Článek v The Arab News se nesl pod názvem "Gay práva nejsou ve středovýchodních zemích uznávána a publikace materiálů s jejich podporo je zakázána".
Mezinárodní protesty ze stran lidskoprávních organizací přiměly saúdské úředníky pracující na velvyslanectví Saúdské Arábie ve Washingtonu D.C. k podání neoficiálního a nekorektního prohlášení, že jejich vlast bude trestat smrtí pouze v případech pohlavního zneužívání dětí, znásilnění, sexuálních útoků, vražd a angažování se ve všem, co by mohlo mít charakter politické obhajoby.
V r. 2010 byl princ Saud bin Abdulaziz bin Nasser Al Saud obviněn z vraždy svého společníka během svého pobytu v Londýně. Následně mu byl udělen dlouholetý trest odnětí svobody. Podle vyjádření prokurátora měl princ svého služebníka sexuálně a psychicky terorizovat stejně tak jako muže, jimž platil za sexuální služby.
V letech 2011–2012 saúdské noviny "Okaz" oznámily, že vláda za jediný rok obvinila přes 260 osob z trestného činu homosexuality. Podle oficiální zprávy se jednalo o nespočet mužů přistižených při crossdresingu, používání dámské kosmetiky a svádění jiných mužů.
U příležitosti takto silného vládního postupu obdržela CPVPV oprávnění udělovat vysoké tresty.

### Vzdělávání
Veřejné školství v Saúdské Arábii spočívá v učení islámských hodnot založených na interpretaci Koránu, která zahrnuje i tvrdé odsuzování homosexuality. Kromě tohoto odsuzuje islám i crossdressing. Ministerstvo školství schvaluje učebnice reflektující islámský přístup k homosexuálním aktům: "homosexualita je jedním z nejtěžších a nejohavnějších hříchů a musí být trestána". Nejvhodnějším trestem za úmyslné praktikování homosexuálního aktu na veřejnosti je smrt[Saudi Ministry of Education Textbooks for Islamic Studies: 2007-2008 Academic Year. Center for Religious Freedom of Hudson Institute].
V r. 2012 požadala saúdská vláda CPVPV k asistenci při vylučování studentů, kteří byli odsouzeni za inklinaci a stylizování se do gay a lesbické komunity.
V Saúdské Arábii existují i soukromé školy, v nichž se vzdělávají převážně děti zahraničních pracovníků. Ty mají ve své školské politice a osnovách víc diskrétnosti a víc volné ruky. Vzhledem k tomu, že většina takových rodin jsou muslimové, tak i soukromé školy vyučují o islámských zásadách, kultuře, jazyku a historii Saúdské Arábie. Obsah učebnic týkající se homosexuality a crossdressingu je zpravidla ovlivněn převažujícím postojům pracovníků a jejich země původu.

### Právo na soukromí
Saúdská ústava neuznává právo občanů na ochranu soukromí. Vláda může soudním nařízením provádět kontrolu obydlí, automobilových vozidel, živností a jiného soukromého majetku. Lidé žijící v království by měli brát na vědomí, že jim jejich majetek může být zabaven pro účely trestního řízení.

### Diskriminace a harašment
Saúdská Arábie nemá žádné zákony proti homofobní a transfobní diskriminaci. Harašment a násilí proti LGBT lidem nejsou považovány za zločin z nenávisti ani v případě, kdy motivací pachatelé je předsudek vůči skutečně či domnělé sexuální orientaci nebo genderové identitě oběti. LGBT aktivismus je v království zakázán. Zájemci o vstupní vízum nejsou tázáni na sexuální orientaci, nýbrž pouze na státní příslušnost, pohlaví, náboženství a rodinný stav. Stejnopohlavní manželství, registrované partnerství nebo jinak úředně zaznamenaný stejnopohlavní svazek nemá právní status. Lze jej ale použít jako podklad pro zahájení trestního řízení. V r. 2011 byl uložen rumunskému fotbalistovi Mirel Rădoi hrajícímu za Saudi Alhilal Club peněžitý trest ve výši 20 tisíc saúdských rijálů a dvouměsíční vyloučení z mužstva kvůli obvinění saúdského hráče Husajn Abdula Ghaniho, který hraje za Nasr Club, z homosexuality. Veřejný komentář, jehož cílem bylo dotyčného urazit, vyvolal velkou vlnu nevole, jíž se věnoval prakticky veškerý saúdský tisk. Po tomto incidentu si Husajn odmítl s Mirelem podat ruku po skončeném zápase.
V r. 2013 zahájila Rada pro spolupráci arabských států v zálivu, jejímž je Saúdská Arábie členem, plán zamezení přístupu LGBT cizincům na jejich území. Uskutečňován má být pomocí testu, který údajně dokáže gaye rozeznat.

### Cenzura
Saúdská vláda cenzuruje veškerá média pod hrozbou pokut, vězení a v případě cizinců deportace. Kdo drží, dováží, prováží, případně distribuuje jakýkoli mediální materiál bez vládního souhlasu, se dopouští trestného činu. Mediální obsah, včetně reklam, nemůže být vysílán, pokud svojí povahou uráží královskou rodinu, případně je v rozporu s islámským učením a hodnotami. Urážka majestátu krále a členů jeho rodiny může být trestána smrtí.
O homosexualitě a crossdressingu se v místním tisku mluví pouze v souvislosti s nezákonnou činností, pandemií HIV/AIDS a "dekadencí" západního světa. Podpora LGBT práv je zakázána.
Televizní programy a rozhlas mají rovněž zakázáno vyjadřovat podporu LGBT právům. Naopak často jsou nuceny posilovat negativní postoje a předsudky vůči homosexualitě a crossdressingu. Televizní pořady mohou obsahovat diskuse o amorálnosti homosexuální "nemoci", případně směřovat na některé známé osobnosti. Příkladem je rumunský fotbalista Mirel Rădoi, který měl údajně o jiném fotbalovém hráči šířit pomluvy, že je gay.
Vláda nedává povolení k existenci biografů a divadel. Pouze ve výjimečných případech se v Saúdské Arábii konají filmové festivaly. Cenzurované verze filmů jsou ale volně dostupné v mnoha maloobchodech. LGBT tematika je jednou z těch, které musí být z filmů vystřiženy. Náboženská policie má vlastní seznam filmů nebo televizních show, které nesmí být dovezeny do království.
Vládní regulace internetu se řídí Královským dekretem proti kybernetickým zločinům (Royal Decrees On Anti-Cyber Crime 2007). Článek 6 zakazuje tvorbu, distribuci a zpřístupňování online obsahu nebo webových stránek, který vláda shledá pornografickým, nebo neslučitelným s náboženskými a morálními hodnotami, případně ohrožujícím veřejné zdraví, bezpečnost a pořádek.
Saúdská vláda pravidelně blokuje zdejším uživatelům internetu přístup na webové stránky nebo jiný online obsah podporující LGBT práva. Internetová cenzura se týká blogů, sociálních médií a webových stránek obsahujících videosoubory.
V r. 2010 byl 27letý Saúd obviněn za homosexualitu a vydávání se za policejního příslušníka, když dal do veřejného oběhu komické video, v němž diskutoval o populární kultuře, ukazoval svojí holou hruď a flirtoval s kameramanem. Odsouzen byl k jednomu roku vězení, 1000 ranám bičem a pokutě 5000 saúdských riálů ($1,333).

### Kluby a asociace
Kluby, charity a politické asociace nemohou legálně existovat bez vládního souhlasu, který organizace podporující LGBT práva, případně sdržující LGBT komunitu, nikdy nezískají.
Jedinou politickou stranu, která veřejně podpořila LGBT práva, a která usiluje o větší otevřenost diskusím o jiné sexuální orientace a genderové identitě, je Zelená strana Saúdské Arábie. Činnost této strany je však ilegální, a tudíž nemůže získat žádný politický vliv. Kvůli nepříznivému vývoji se očekává její zrušení.

## Životní podmínky
Tresty za homosexualitu a crossdressing jsou pravidelně a striktně prosazovány jak proti místním, tak i proti zahraničním pracovníkům. Veřejná diskuse o homosexualitě a crossdressingu je vládou tolerována pouze za podmínky, že bude posilovat tradiční postoje a morálku.

## Genderová identita
Některé Saúdky se oblékají jako muži ve snaze obejít některá omezení, jimž zdejší ženy čelí - například zákaz řídit automobil a segregace ve veřejných zařízeních. Pokud jsou ale dopadeny, pak jim hrozí stejně přísné tresty jako LGBT komunitě. Saúdská vláda považuje crossdressing a jakoukoli formu transgenderu za zakázanou podle islámského práva, a tudíž ilegální. Tresty za crossdressing jsou velmi podobné trestům za homosexualitu: tortura, bičování, chemická kastrace, pokuta, vězení, smrt a v případě cizinců deportace.
Saúdská vláda zakazuje provádění operativních změn pohlaví a následné vydávání nových úředních dokumentů těm, co se cítí narozeni ve špatném těle. Stejně jako v případě homosexuality se rodinní příslušníci i v tomto případě cítí povinni zabít svého LGBT člena v zájmu zachování rodinné cti. Oběťmi těchto vražd ze cti jsou nejčastěji ženy, které měly mimomanželský sex, případně byly znásilněny.

## HIV/AIDS
Ze zákona mají všichni saúdští občané, kteří jsou infikováni virem HIV/AIDS, právo na bezplatnou zdravotní péči, ochranu soukromí a pracovních příležitostí. Vláda zpracovala edukační materiál o tom, jak se nemoc šiří, a doktoru Abduláh al-Hokajl specializujícím se na tuto problematiku bylo povoleno šířit veřejnou osvětu. Lidé žijící s touto nemoci však stále čelí ingoraci, obavám a předsudkům. Jelikož některé nemocnice odmítají ošetřovat nakažené, případně s nimi nelidsky zacházejí, určila saúdská vláda konkrétní, které se na ně budou přímo specializovat. Nemocnice a školy jsou často neochotné distribuovat vládní materiál prevence onemocnění, jelikož je tato nemoc ve zdejší společnosti považována za tabu. Kromě toho je také velmi stigmatizovaná. Užívání kondomů není sice protiprávní. Jejich dostupnost je však omezená pouze na specializované nemocnice a lékárny.

### 90. léta
Na konci 90. let začala vláda pomalu připravovat kampaň za veřejnou osvětu o HIV/AIDS. Světový den boje proti AIDS získal oficiální status a arabským a anglickým novinám bylo povoleno psát články s požadavkem větší informovanosti a o této nemoci a vlídnějšího přijetí infikovaných. Království drží počet nakažených v přísné tajnosti, neboť jeho oficiální politika je, že tato nemoc nepředstavuje vážný problém, neboť Saúdové respektují principy tradiční islámské morálky.

### 2003
V r. 2003 zveřejnila vláda 6 787 případů nákazy. V r. 2004 toto oficiální číslo vzrostlo na 7 808. Vládní statistiky poukazují na to, že většinu infikovaných tvoří cizinci, kteří provozovali "nepovolené" homosexuální vztahy.

### 2006
V červnu 2006 oznámilo Ministerstvo zdravotnictví, že více než 10 tisíc Saúdů bylo buď infikováno virem HIV, anebo už u nich propukl AIDS. V prosinci 2006 založily The Arab News zvláštní edici volající po větším veřejném povědomí o šíření nemoci a přijetí infikovaných. V tom stejném roce se nakazil Saúd Rami al-Hariti po předešlé operaci. Ten se pak následně stal oficiálním příznivcem osvěty a vlídnějšího přijetí nakažených. Saúdská princezna Alia bint Abduláh je taktéž součástí Saudi AIDS Socienty, které byla v prosinci téhož roku povolené dražba umění za účelem charity následovaná diskusí o šíření nemoci, včetně debaty se dvěma HIV pozitivními Saúdy. Účelem události byla spolupráci na Saúdském národním programu boje s AIDS, kterému předsedá Dr. Sana Filimbanová.

### 2007
V lednu 2007 bylo povolené saúdskému profesorovi ekonomie Univerzity krále Abdula Azíze podniknout s hrstkou studentů výzkum míry povědomí o pandemii. Práce na osvětě HIV/AIDS byla podporována členy saúdské královské rodiny i lékařskou veřejností. Kromě toho se začaly rojit žádosti o zakládání nezávislých AIDS společností, které pomáhají nakaženým s hledáním práce, přijetím v rodině a bojem s předsudky. Nejznámější z nich je například Al-Husna Society. V r. 2007 zveřejnila vládní organizace Národní společnost pro lidská práva (National Society for Human Rights) dokument o zacházení s HIV pozitivními lidmi. Navržený dokument Bill of Rights byl kritizován ze strany Human Rights Watch kvůli porušování lidských práv a globálním snahám boje s pandemií.

### Cizinci a HIV/AIDS
Cizinci, kteří žádají o pracovní vízum, musejí ještě před vstupem do země prokázat, že nejsou infikováni virem. A i po příjezdu se ještě musejí nechat otestovat ve vládou akreditované laboratoři. Po vypršení platnosti prvního pracovního povolení a pro obnovení pobytu musejí test podstoupit znovu. Každý infikovaný cizinec je neprodleně deportován do země svého původu. Cizincům je rovněž odepřen přístup k medikamentům a před odjezdem jsou segregováni od zbytku společnosti.

## Souhrnný přehled
| Legální stejnopohlavní styk                                                             | (Trest: Vězení v délce trvání několika měsíců až doživotní, pokuta, bičování, chemická kastrace, tortura, smrt. V případě členů civilní stráže lze udělit trest smrti ihned při prvním spáchání. U ostatních se usmrcuje až při recidivě.) |
| Stejný věk legální způsobilosti k pohlavnímu styku pro obě orientace                    | No |
| Anti-diskriminační zákony v zaměstnání                                                  | Diskriminace je podporována, vymahatelná a ze strany státu silně soustředěná na LGBT komunitu. |
| Anti-diskriminační zákony v přístupu ke zboží a službám                                 | Diskriminace je podporována, vymahatelná a ze strany státu silně soustředěná na LGBT komunitu. |
| Anti-diskriminační zákony v ostatních oblastech (homofobní urážky, zločiny z nenávisti) | Diskriminace je podporována, vymahatelná a ze strany státu silně soustředěná na LGBT komunitu. |
| Stejnopohlavní manželství                                                               | No |
| Jiná forma stejnopohlavního soužití                                                     | No |
| Adopce dítěte partnera                                                                  | No |
| Společná adopce dětí stejnopohlavními páry                                              | No |
| Gayové a lesby smějí otevřeně sloužit v armádě                                          | No |
| Možnost změny pohlaví                                                                   | (Transgender a crossdressing jsou obecně spojovány s homosexualitou, a tudíž podléhají stejným výše uvedeným právním postihům) |
| Přístup k umělému oplodnění pro lesbické ženy                                           | No |
| Náhradní mateřství pro gay páry                                                         | No |
| MSM smějí darovat krev                                                                  | No |